# Lettres d'un voyageur russe
Lettres d'un voyageur russe (Russe : Письма русского путешественника) est une œuvre de Nikolaï Karamzine publiée en 1791-92, à la suite du voyage que l'auteur, âgé alors de 24 ans, a effectué à travers l'Europe entre 1789 et 1790. Ce récit de voyage se présente comme une suite de lettres écrites par le voyageur à ses amis restés en Russie. Le voyageur (qui n'a pas de nom, parfois désigné par « K. ») parcourt l'Allemagne, la Suisse, la France (où il devient témoin des débuts de la Révolution française) et l'Angleterre avant de revenir en Russie en bateau. La fonction des « Lettres » est d'abord informative : le voyageur décrit avec précision les paysages, l'aspect des villes qu'il traverse, les usages et les mœurs, l'organisation économique et sociale, les sites remarquables et monuments historiques. Pour le lecteur russe de l'époque, toutes ces informations sont précieuses, car les voyages en Europe sont rares.
Il s'agit aussi d'un voyage d'étude : le voyageur rencontre Immanuel Kant, Johann Kaspar Lavater, Christoph Martin Wieland et d'autres figures du monde littéraire et philosophique, visite les tombes de Voltaire et de Rousseau, les lieux du roman de Rousseau La Nouvelle Héloïse. 
Le voyageur est un jeune homme « sensible » (première qualité de l'homme dans la pensée de Karamzine, qui est le représentant principal du courant sentimentaliste en littérature russe), érudit mais toujours avide d'apprendre, fier de son origine russe, s'intégrant parfaitement dans tous les milieux où il s'introduit (il parle allemand, français et anglais). 
L'effet d'authenticité recherché dans les « Lettres » (dont une partie a été écrite au retour de Karamzine en Russie) a longtemps valu à l'auteur d'être identifié au « voyageur russe ».

## Éditions
- Lettres d'un voyageur russe en France, en Allemagne et en Suisse, 1789-1790, Paris, Émile Mellier, 1867 (sur Googlebooks)